# Edward Guildford
Sir Edward Guildford (též Guilford) (1474 – 4. června 1534, Leeds Castle, Anglie) byl anglický politik, vojevůdce a dvořan za vlády Tudorovců. Po otci zastával funkci vrchního velitele dělostřelectva, byl též diplomatem a v letech 1519–1524 guvernérem v Calais.

## Životopis
Pocházel ze šlechtického rodu připomínaného od 13. století, byl starším synem Sira Richarda Guildforda (1455–1506), který dosáhl vzestupu rodu na počátku vlády Tudorovců. Spolu se svým otcem zastával Edward od mládí funkci polního zbrojmistra (respektive velitele dělostřelectva – Master of Armoury), zároveň zastával správní funkce v různých hrabstvích (Kent, Sussex), v letech 1511–1512 byl šerifem v Lincolnshire. Po otcově smrti zastával sám hodnost vrchního velitele dělostřelectva (1506–1533) a za Jindřicha VIII. se zúčastnil války proti Francii, několikrát pobýval v zahraničí také jako diplomat. V roce 1513 byl povýšen na rytíře a v letech 1519–1524 byl velitelem v Calais, které tehdy ještě patřilo pod anglickou správu. V letech 1521–1534 byl lordem strážcem pěti přístavů a spolu se svým bratrem Henrym od roku 1531 guvernérem královského hradu Leeds Castle. V letech 1529–1534 byl též členem Dolní sněmovny a krátce před smrtí byl jmenován členem Tajné rady.
Byl dvakrát ženatý, ale neměl mužské potomstvo. Dcera Jane (1504–1555) se provdala za Johna Dudleye, 1. vévodu z Northumberlandu.